# Megalopyge perseae
Megalopyge perseae is een vlinder uit de familie van de Megalopygidae. De wetenschappelijke naam van de soort is voor het eerst geldig gepubliceerd in 1891 door Dognin.